# Odontophrynus salvatori
Odontophrynus salvatori là một loài ếch trong họ Leptodactylidae. Chúng là loài đặc hữu của Brasil.
Các môi trường sống tự nhiên của chúng là xavan ẩm, vùng đất ẩm có cây bụi nhiệt đới hoặc cận nhiệt đới, và sông có nước theo mùa. Loài này đang bị đe dọa do mất môi trường sống.